# Oratorio di Santa Maria (Lerici)
L'oratorio di Santa Maria, noto anche come oratorio di Santa Maria in Selàa, è un edificio di culto cattolico nella frazione di Tellaro del comune di Lerici in provincia della Spezia. 
La chiesa si trova al termine di via Gramsci, nella piazzetta delle agavi che ne costituisce il sagrato, chiuso da un panoramico belvedere sul mare aperto. 

## Storia
Il più antico documento relativo a questa chiesa risale al 1552. Tuttavia secondo alcuni studiosi l'origine dell'edificio sarebbe più antica risalendo ai tempi in cui Tellaro andò popolandosi con l'arrivo di profughi della vicina Barbazzano.
Probabilmente questo luogo era l'oratorio della Confraternita dei Battuti di Santa Mariache, di proprietà  del Senato genovese, fu poi donato alla Confraternita nel 1630.
L'oratorio di Santa Maria è tutelato nel Catalogo dei Beni culturali italiani e in quello del FAI. 
Oggi la chiesa, sconsacrata nel 1940, è proprietà del Comune di Lerici ed ospita eventi culturali.

## Architettura
La chiesa emerge dal contesto del borgo con la sua facciata in pietra chiara  in contrasto con il colore della pavimentazione del sagrato.
L'originale facciata è mossa da due coppie di lesene che, nell'alto del primo ordine, racchiudono due nicchie e contornano il portale d'accesso e una finestra rettangolare. 
Il secondo ordine, di altezza sensibilmente minore, introduce al fastigio a salienti curvilinei al cui centro è posto un bel bassorilievo in marmo con la Vergine tra due fedeli inginocchiati. 
L'interno è costituito da una semplice sala a navata unica. Il solo elemento decorativo presente è una bella modanatura che in alto fascia le pareti alla base della volta a botte.  Il pavimento in parte è quello originario.

Nelle pareti laterali si aprono alcune nicchie mentre nella parete absidale permane la cornice di un dipinto che è stato rimosso.

La sala riceve luce dalla finestra in controfacciata e da alcune finestre sulle pareti laterali; altre finestre sono state chiuse.